# Хоробрик — Пернатий спецзагін
Хоробрик — Пернатий спецзагін (англ. Valiant) — мультфільм 2005 року.

## Сюжет
На фронтах Другої Світової б'ються всі. У тому числі і птиці з Королівського голубиного управління. Їх робота небезпечна, але престижна. І юний голуб Хоробрик більше всього на світі хоче стати членом цієї команди. Одного дня Хоробрику везе — йому довіряють переправити секретний документ від французького опору до британського командування. Від швидкості і заповзятливості голуба тепер залежить відкриття Другого фронту. Адже в його маленькому дзьобі — засекречена дата висадки американських військ в Нормандії..